# Heath Miller
Heath Miller (født 22. oktober 1982) er en amerikansk fodbold-spiller fra USA, der spiller for det professionelle NFL-hold Pittsburgh Steelers. Han spiller positionen tight end. Han har vundet to Super Bowls med Steelers.